# Jäki Hildisch
Jäki Hildisch (* 1958 als Jochen Hildisch; Pseudonym: Jäki Eldorado) ist ein deutscher Musiker und Musikmanager.
Seit ein Foto aus dem Jahr 1977 durch die Presse ging, auf dem Hildisch (sein damaliger Künstlername war Jäki Eldorado) zu sehen war, wie er Iggy Pop während dessen Deutschlandtour in einer unterwürfigen Pose am behosten Oberschenkel leckt, gilt Jäki Eldorado als „erster Punk Deutschlands“.
Ende der 1970er Jahre versuchte sich Hildisch als Bassist bei der Band von Nina Hagen und veröffentlichte nach 1980 mit den Bands „Ivanhoe“ und „Aus lauter Liebe“ einzelne Titel auf dem Hamburger Plattenlabel Zickzack Records. In der Hamburger Zeit war Hildisch Mitarbeiter des Plattenladens von „Rip Off“ und gehörte zur Szene rund um Christiane F, FM Einheit und Abwärts.
Hildisch arbeitete seit Anfang der 1980er Jahre als Tourneemanager und leitete bereits 1987 die Tournee „Bunter Abend für eine schwarze Republik“ für Die Toten Hosen. Seine Zusammenarbeit mit den Einstürzenden Neubauten wurde im Film Einstürzende Neubauten – Seele brennt aus dem Jahr 1987 dokumentiert.
In den darauffolgenden Jahren war er in Deutschland unter anderem Tourneemanager für BAP, Die Ärzte, Tokio Hotel und seit 2005 in England für The Specials, Morrissey und seit 2005 für Robbie Williams. Von 1997 bis 2002 war er Manager von 5 Sterne Deluxe und Ferris MC.
Ende 2021 kuratierte Hildisch im Rahmen der „E_City_Conference“ in Düsseldorf die Ausstellung „Wir brauchen keinen Anlass mehr“ mit Exponaten zum Ratinger Hof (Düsseldorf, 1978–84).
Jäki Hildisch war mit der Regisseurin Birgit Herdlitschke verheiratet. Das Paar hat zwei Kinder.